# Gran Premio d'Italia 1950
Il Gran Premio d'Italia 1950 è stata la settima e ultima prova della stagione 1950 del campionato mondiale di Formula 1. La gara si è tenuta domenica 3 settembre sul circuito di Monza ed è stata vinta dall'italiano Nino Farina su Alfa Romeo, al terzo successo in carriera; Farina ha preceduto all'arrivo i connazionali Alberto Ascari e Dorino Serafini con guida condivisa su Ferrari e uno dei suoi compagni di squadra, l'altro connazionale Luigi Fagioli.
Grazie a questi risultati Farina si è aggiudicato il primo mondiale piloti della storia della Formula 1 e l'unico della sua carriera.

## Vigilia

### Analisi per il campionato
Juan Manuel Fangio, con la vittoria del Gran Premio di Francia, si è portato a 26 punti, 4 in più rispetto a Nino Farina e 2 in più rispetto a Luigi Fagioli, suoi compagni di squadra. Fagioli, essendosi piazzato a punti già in quattro gare, in questa può guadagnarne al massimo 6, mentre Farina e Fangio avevano conquistato punti solo in tre occasioni.
Per vincere il mondiale piloti Fangio deve:
- vincere o arrivare secondo;
- arrivare terzo, quarto o quinto con Farina che non vince;
- ottenere il giro più veloce con Farina che arriva al massimo terzo;
- non segnare punti ma con Farina che arriva terzo ottenendo il giro più veloce o quarto senza e con Fagioli che non vince ottenendo il giro più veloce.

Per vincere il mondiale piloti Fagioli deve:
- vincere ottenendo il giro più veloce con Farina che arriva al massimo terzo e con Fangio che non segna punti.

Per vincere il mondiale piloti Farina deve:
- vincere ottenendo il giro più veloce con Fangio che arriva al massimo terzo;
- vincere senza ottenere il giro più veloce con Fangio che arriva al massimo quarto;
- arrivare secondo ottenendo il giro più veloce con Fangio che arriva al massimo quinto senza ottenere il giro più veloce;
- arrivare terzo ottenendo il giro più veloce con Fangio che non segna punti.

### Aspetti tecnici
Questa gara si è disputata sull'autodromo nazionale di Monza, una pista permanente caratterizzata dai lunghi rettilinei e dall'alta velocità media di percorrenza — il record in gara dell'epoca era di 188,2 km/h, stabilito da Consalvo Sanesi su Alfa Romeo nel 1948 —, tanto da essere soprannominato Tempio della Velocità. Il circuito, da percorrere in senso orario, presentava una lunghezza di 6 300 m e 6 curve, 5 a destra e 1 a sinistra.
In questo Gran Premio esordiscono tre modelli: la Scuderia Ferrari fa debuttare un la nuova Ferrari 375, spinta da un motore a 12 cilindri a V di 60° da 4 500 cm³, L'Alfa Romeo fa esordire invece la 159, modello derivato dalla 158, mentre La Scuderia Milano porta la Milano 1, modello basato sulla Maserati 4CLT-50.
Il pilota italiano Clemente Biondetti partecipa alla gara con una Ferrari motorizzata Jaguar, unico caso di una vettura della casa di Maranello motorizzata con propulsori di altri motoristi.

### Aspetti sportivi
Il Gran Premio rappresenta il settimo e ultimo appuntamento stagionale a distanza di due mesi dalla disputa del Gran Premio di Francia, sesta gara del campionato. Nel frattempo, tra la gara a Reims e quella a Monza, si sono disputate otto corse fuori dal calendario del mondiale, ovvero il Gran Premio di Bari, la Jersey Road Race, il Gran Premio di Albi, il Gran Premio d'Olanda, il Gran Premio delle Nazioni, l'Ulster Trophy, la Coppa Acerbo e l'International Trophy.
L'Alfa Romeo iscrive alla gara cinque vetture guidate da Nino Farina, Juan Manuel Fangio, Luigi Fagioli, Consalvo Sanesi e Piero Taruffi; i primi due guidano una 159, mentre gli altri una 158. La Officine Alfieri Maserati partecipa con due Maserati 4CLT-48 e con i piloti Franco Rol e Louis Chiron mentre la Scuderia Ferrari con due Ferrari 375 guidate da Alberto Ascari e Dorino Serafini. Tra le altre squadre italiane ci sono la Scuderia Ambrosiana, la quale si presenta con una Maserati 4CL guidata dal britannico David Murray, e la Scuderia Milano, con i piloti Franco Comotti e Felice Bonetto rispettivamente al volante di una Maserati 4CLT-50 e della Milano 1.
L'Equipe Gordini gareggia con due Simca-Gordini T15 guidate dai francesi Maurice Trintignant e Robert Manzon.
Tra le altre squadre private hanno partecipato la Écurie Belge, con Johnny Claes al volante di una Talbot-Lago T26C, la Scuderia Enrico Platé, con i piloti Toulo de Graffenried e Prince Bira, i quali hanno guidato rispettivamente una 4CLT-48 e una 4CLT-50, e la Écurie Rosier, con Louis Rosier ed Henri Louveau alla guida di una Talbot-Lago T26C e di una Talbot-Lago T26C-GS rispettivamente.
Tra i piloti privati erano presenti Raymond Sommer, Philippe Étancelin, Pierre Levegh e Guy Mairesse su una T26C, Paul Pietsch su una 4CLT-48, Peter Whitehead su una Ferrari 125, Clemente Biondetti su una Ferrari 166T e Cuth Harrison su una ERA B.
Al Gran Premio erano iscritti anche i piloti Giovanni Bracco su Ferrari 125, Reg Parnell su Maserati 4CLT-48 e Luigi Platé su Talbot 700, tuttavia non arrivarono all'evento.

## Qualifiche

### Resoconto
A favore delle Alfa Romeo giocano la potenza, la leggerezza, e l'affidabilità, ma la Ferrari dimostra subito tutto il suo valore, e, nelle prove ufficiose, nonostante condizioni meteorologiche sfavorevoli, Alberto Ascari migliora di tre decimi di secondo il record sul giro, ad oltre 190 km/h di media.

### Risultati
Nella sessione di qualifica si è avuta questa situazione:
| Pos | Nº | Pilota               | Costruttore        | Tempo       | Griglia |
| --- | -- | -------------------- | ------------------ | ----------- | ------- |
| 1   | 18 | Juan Manuel Fangio   | Alfa Romeo         | 1'58"6      | 1       |
| 2   | 16 | Alberto Ascari       | Ferrari            | 1'58"8      | 2       |
| 3   | 10 | Nino Farina          | Alfa Romeo         | 2'00"2      | 3       |
| 4   | 46 | Consalvo Sanesi      | Alfa Romeo         | 2'00"4      | 4       |
| 5   | 36 | Luigi Fagioli        | Alfa Romeo         | 2'04"0      | 5       |
| 6   | 48 | Dorino Serafini      | Ferrari            | 2'05"2      | 6       |
| 7   | 60 | Piero Taruffi        | Alfa Romeo         | 2'05"8      | 7       |
| 8   | 12 | Raymond Sommer       | Talbot-Lago-Talbot | 2'08"6      | 8       |
| 9   | 4  | Franco Rol           | Maserati           | 2'10"0      | 9       |
| 10  | 44 | Robert Manzon        | Simca-Gordini      | 2'12"4      | 10      |
| 11  | 40 | Guy Mairesse         | Talbot-Lago-Talbot | 2'13"2      | 11      |
| 12  | 42 | Maurice Trintignant  | Simca-Gordini      | 2'13"4      | 12      |
| 13  | 58 | Louis Rosier         | Talbot-Lago-Talbot | 2'13"4      | 13      |
| 14  | 64 | Henri Louveau        | Talbot-Lago-Talbot | 2'13"8      | 14      |
| 15  | 30 | Prince Bira          | Maserati           | 2'14"0      | 15      |
| 16  | 24 | Philippe Étancelin   | Talbot-Lago-Talbot | 2'14"4      | 16      |
| 17  | 38 | Toulo de Graffenried | Maserati           | 2'14"4      | 17      |
| 18  | 8  | Peter Whitehead      | Ferrari            | 2'16"2      | 18      |
| 19  | 6  | Louis Chiron         | Maserati           | 2'17"2      | 19      |
| 20  | 56 | Pierre Levegh        | Talbot-Lago-Talbot | 2'17"2      | 20      |
| 21  | 32 | Cuth Harrison        | ERA                | 2'18"4      | 21      |
| 22  | 2  | Johnny Claes         | Talbot-Lago-Talbot | 2'18"6      | 22      |
| 23  | 52 | Felice Bonetto       | Maserati           | 2'19"8      | 23      |
| 24  | 50 | David Murray         | Maserati           | 2'22"0      | 24      |
| 25  | 22 | Clemente Biondetti   | Ferrari-Jaguar     | 2'30"6      | 25      |
| 26  | 62 | Gianfranco Comotti   | Maserati-Milano    | 2'33"6      | 26      |
| 27  | 28 | Paul Pietsch         | Maserati           | senza tempo | 27      |

## Gara

### Resoconto

La griglia di partenza del Gran Premio d'Italia

Al via della gara, il più veloce è Nino Farina, seguito da Juan Manuel Fangio e Consalvo Sanesi, mentre Alberto Ascari appare in difficoltà. Tuttavia al primo passaggio sulla linea del traguardo, il giovane pilota milanese è già secondo, seguito da Fangio, Sanesi, Piero Taruffi e Luigi Fagioli. Procedendo di conserva, i due piloti di testa aumentano, giro dopo giro, il loro vantaggio su tutti gli altri e, al quindicesimo giro, Ascari passa in testa. Però, dopo solo un giro, il ferrarista è costretto a fermarsi lungo la pista, per la rottura di un cuscinetto del ponte, dando via libera a Farina, che, tornato al comando, non lo lascerà più fino alla fine.
Al ventiquattresimo giro anche Fangio è costretto ai box, per la rottura del radiatore dell'acqua, ma il pilota argentino non si rassegna, e, poco dopo, torna in pista con l'Alfa Romeo 158 di Taruffi ricorrendo a disposizione regolamentare che permette un simile gioco di squadra. Poco dopo anche Dorino Serafini, alla guida della seconda Ferrari e in quarta posizione alle spalle di Fagioli, si ferma ai box e, al suo posto, dopo la sostituzione delle gomme, riparte Ascari. La situazione è adesso la seguente: 1º Farina, 2º Fangio, 3º Fagioli, 4º Ascari. Ma le sorprese non sono finite e Fangio è costretto a fermarsi definitivamente al trentacinquesimo giro, per problemi al motore, dando così l'addio ai suoi sogni di conquistare il titolo mondiale, mentre Ascari continua la sua rincorsa a Fagioli, sperando di conquistare almeno il 2º posto, ciò che si verifica puntualmente, quando il pilota dell'Alfa Romeo, al cinquantaduesimo giro, è costretto a fermarsi ai box per il rifornimento. Anche Farina, successivamente, è costretto a fermarsi per rifornire, ma il suo vantaggio è tale da mantenere fino in fondo la prima posizione, che gli vale il titolo mondiale. A Fangio la magra consolazione del giro più veloce.
L'ultimo pilota a classificarsi in zona punti è il francese Philippe Étancelin, il quale a 53 anni, 8 mesi e 6 giorni segna il record per il pilota più anziano a conquistare punti in Formula 1.

### Risultati
I risultati del Gran Premio sono i seguenti:
| Pos | Nº | Pilota                           | Costruttore        | Giri | Tempo/Ritiro        | Griglia | Punti |
| --- | -- | -------------------------------- | ------------------ | ---- | ------------------- | ------- | ----- |
| 1   | 10 | Nino Farina                      | Alfa Romeo         | 80   | 2h51'17"4           | 3       | 8     |
| 2   | 48 | Dorino Serafini Alberto Ascari   | Ferrari            | 80   | +1'18"6             | 6       | 3     |
| 3   | 36 | Luigi Fagioli                    | Alfa Romeo         | 80   | +1'35"6             | 5       | 4     |
| 4   | 58 | Louis Rosier                     | Talbot-Lago-Talbot | 75   | +5 giri             | 13      | 3     |
| 5   | 24 | Philippe Étancelin               | Talbot-Lago-Talbot | 75   | +5 giri             | 16      | 2     |
| 6   | 38 | Toulo de Graffenried             | Maserati           | 72   | +8 giri             | 17      |       |
| 7   | 8  | Peter Whitehead                  | Ferrari            | 72   | +8 giri             | 18      |       |
| Rit | 50 | David Murray                     | Maserati           | 56   | Cambio              | 24      |       |
| Rit | 32 | Cuth Harrison                    | ERA                | 51   | Radiatore           | 21      |       |
| Rit | 12 | Raymond Sommer                   | Talbot-Lago-Talbot | 48   | Cambio              | 8       |       |
| Rit | 40 | Guy Mairesse                     | Talbot-Lago-Talbot | 42   | Tubo dell'olio      | 11      |       |
| Rit | 4  | Franco Rol                       | Maserati           | 39   | Motore              | 9       |       |
| Rit | 60 | Piero Taruffi Juan Manuel Fangio | Alfa Romeo         | 34   | Motore              | 7       |       |
| Rit | 56 | Pierre Levegh                    | Talbot-Lago-Talbot | 29   | Cambio              | 20      |       |
| Rit | 18 | Juan Manuel Fangio               | Alfa Romeo         | 23   | Cambio              | 1       | 1     |
| Rit | 2  | Johnny Claes                     | Talbot-Lago-Talbot | 22   | Surriscaldamento    | 22      |       |
| Rit | 16 | Alberto Ascari                   | Ferrari            | 21   | Motore              | 2       |       |
| Rit | 22 | Clemente Biondetti               | Ferrari-Jaguar     | 17   | Motore              | 25      |       |
| Rit | 64 | Henri Louveau                    | Talbot-Lago-Talbot | 16   | Freni               | 14      |       |
| Rit | 62 | Gianfranco Comotti               | Maserati-Milano    | 15   | Motore              | 26      |       |
| Rit | 6  | Louis Chiron                     | Maserati           | 13   | Pressione dell'olio | 19      |       |
| Rit | 42 | Maurice Trintignant              | Simca-Gordini      | 13   | Tubo dell'acqua     | 12      |       |
| Rit | 46 | Consalvo Sanesi                  | Alfa Romeo         | 11   | Motore              | 4       |       |
| Rit | 44 | Robert Manzon                    | Simca-Gordini      | 7    | Trasmissione        | 10      |       |
| Rit | 30 | Prince Bira                      | Maserati           | 1    | Motore              | 15      |       |
| Rit | 28 | Paul Pietsch                     | Maserati           | 0    | Motore              | 27      |       |
| NP  | 52 | Felice Bonetto                   | Milano             | 0    |                     | –       |       |

Juan Manuel Fangio riceve un punto per aver segnato il giro più veloce della gara.

## Classifica mondiale
| Pos | Pilota                | Punti   |
| --- | --------------------- | ------- |
| 1   | Nino Farina           | 30      |
| 2   | Juan Manuel Fangio    | 27      |
| 3   | Luigi Fagioli         | 24 (28) |
| 4   | Louis Rosier          | 13      |
| 5   | Alberto Ascari        | 11      |
| 6   | Johnnie Parsons       | 9       |
| 7   | Bill Holland          | 6       |
| 8   | Prince Bira           | 5       |
| 9   | Louis Chiron          | 4       |
| =   | Reg Parnell           | 4       |
| =   | Mauri Rose            | 4       |
| =   | Peter Whitehead       | 4       |
| 13  | Yves Giraud-Cabantous | 3       |
| =   | Cecil Green           | 3       |
| =   | Robert Manzon         | 3       |
| =   | Philippe Étancelin    | 3       |
| =   | Dorino Serafini       | 3       |
| =   | Raymond Sommer        | 3       |
| 19  | Felice Bonetto        | 2       |
| 20  | Tony Bettenhausen     | 1       |
| =   | Eugene Chaboud        | 1       |
| =   | Joie Chitwood         | 1       |